# イヨフウロ
イヨフウロ（伊予風露、学名: Geranium shikokianum）は、フウロソウ科フウロソウ属の多年草。別名、シコクフウロ（四国風露）。

## 特徴
茎は高さ30-80cmになり、直立し、開出毛またはやや下向きの長い毛が生える。葉柄にも同様な毛が生える。根出葉は、花期には残存しないか、あっても少数である。茎葉は対生し、葉身は円形から腎形で、幅4-10cm、掌状に5-7中-深裂し、裂片は菱状卵形で、縁に不ぞろいな粗い鋸歯があり、先端は鈍形になる。葉の表面と裏面の葉脈上に長毛が生え、葉柄は下部で長さ約20cm、上部では無柄になる。葉柄の基部の托葉は膜質で褐色、広卵形で長さ8-10mmになり、合生する。	
花期は7-9月。花は紅紫色で径2.5-3mm、漏斗状に平開し、茎先または枝先に2個ずつつき、花序柄と花柄に開出毛か下向きの長毛が密生する。萼片は5個あり、長さ8-10mm、縦に3-5脈があり、先端は芒状にとがり、外面の脈上に開出毛と斜上毛が密に生える。花弁は5個あり、萼片より長く、倒卵形で先端は鈍形でときにやや波状になり、花弁基部の縁に白色の軟毛が生える。雄蕊は10個あり、葯は青紫色から淡紅紫色になる。雌蕊は1個で長さ約8mm、花柱合生部の先端の花柱分枝は長さ5-6mmになる。果実は分果で、基部の果体には開出した長毛と短毛が生え、上向きの細長い嘴には細毛が密生する。染色体数は2n=28。

## 分布と生育環境
本州の東海地方以西、四国、九州に分布し、山地の草地に生育する。

## 名前の由来
和名イヨフウロは、「伊予風露」の意。別名シコクフウロは、「四国風露」の意で、四国産の標本に基づいて命名されたことによる。
種小名（種形容語）shikokianum は、「四国産の」の意味。

## 種の保全状況評価
準絶滅危惧（NT）（環境省レッドリスト）
都道府県のレッドデータ、レッドリストの選定状況は次の通り。
| - 長野県-絶滅危惧IA類(CR) - 静岡県-要注目種(N-III) - 奈良県-（ヤマトフウロ）絶滅寸前種 | - 鳥取県-準絶滅危惧(NT) - 岡山県-絶滅危惧II類 - 広島県-準絶滅危惧(NT) | - 徳島県-準絶滅危惧(NT) - 熊本県-準絶滅危惧(NT) - 大分県-情報不足 | - 宮崎県-絶滅危惧IA類(CR-r,g,d) |

## 利用
本種と、同属のイチゲフウロ Geranium sibiricum、タチフウロ G. krameri、コフウロ G. tripartitum などは、日本の代表的な民間薬の一つであり、古くから下痢止めとして煎じて飲まれている同属のゲンノショウコ 「現の証拠」 G. thunbergia 同様の目的で使用される。

## ギャラリー

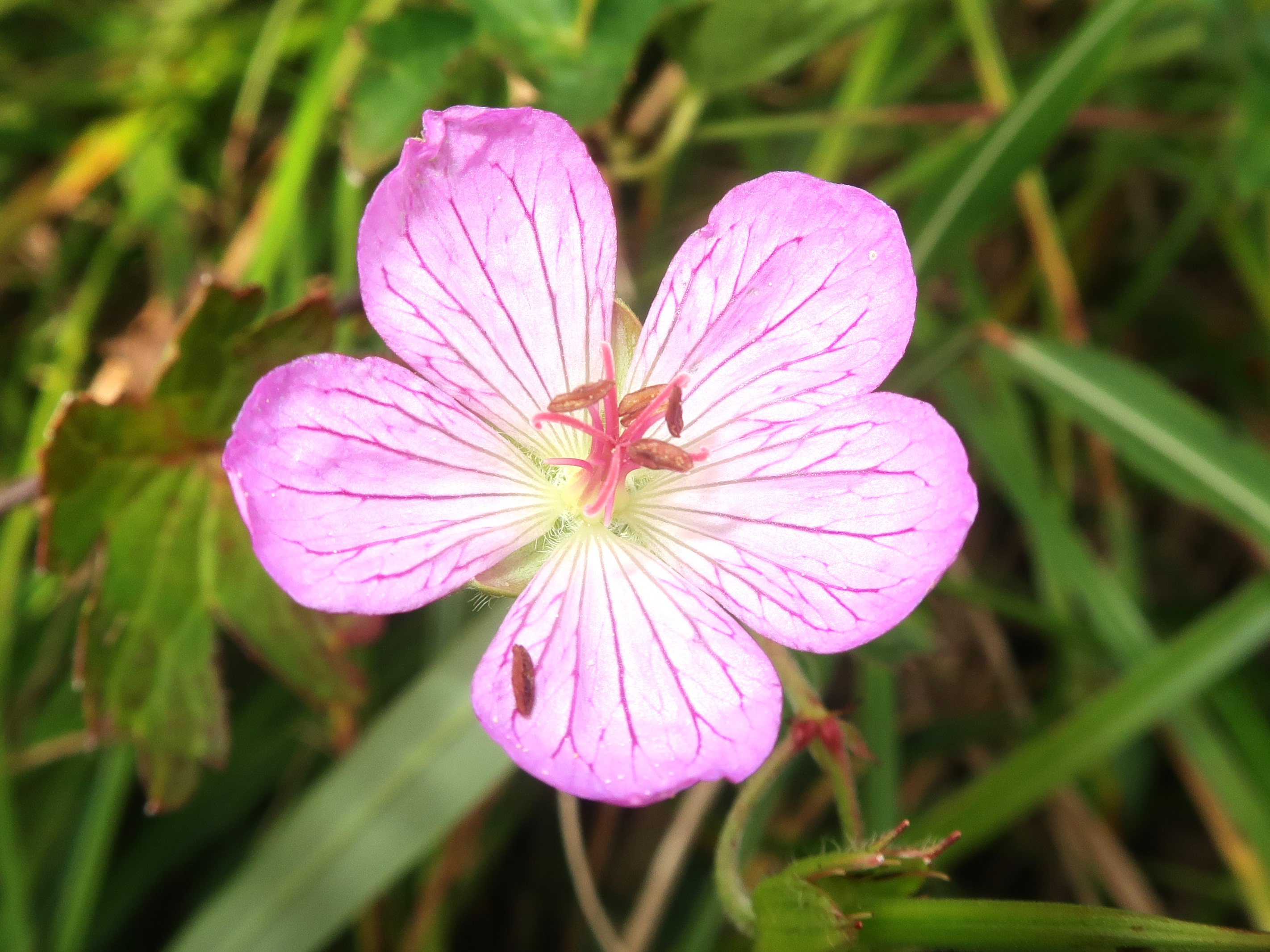
花は紅紫色で径2.5-3mmと大きく、漏斗状に平開し、花弁基部の縁に白色の軟毛が生える。
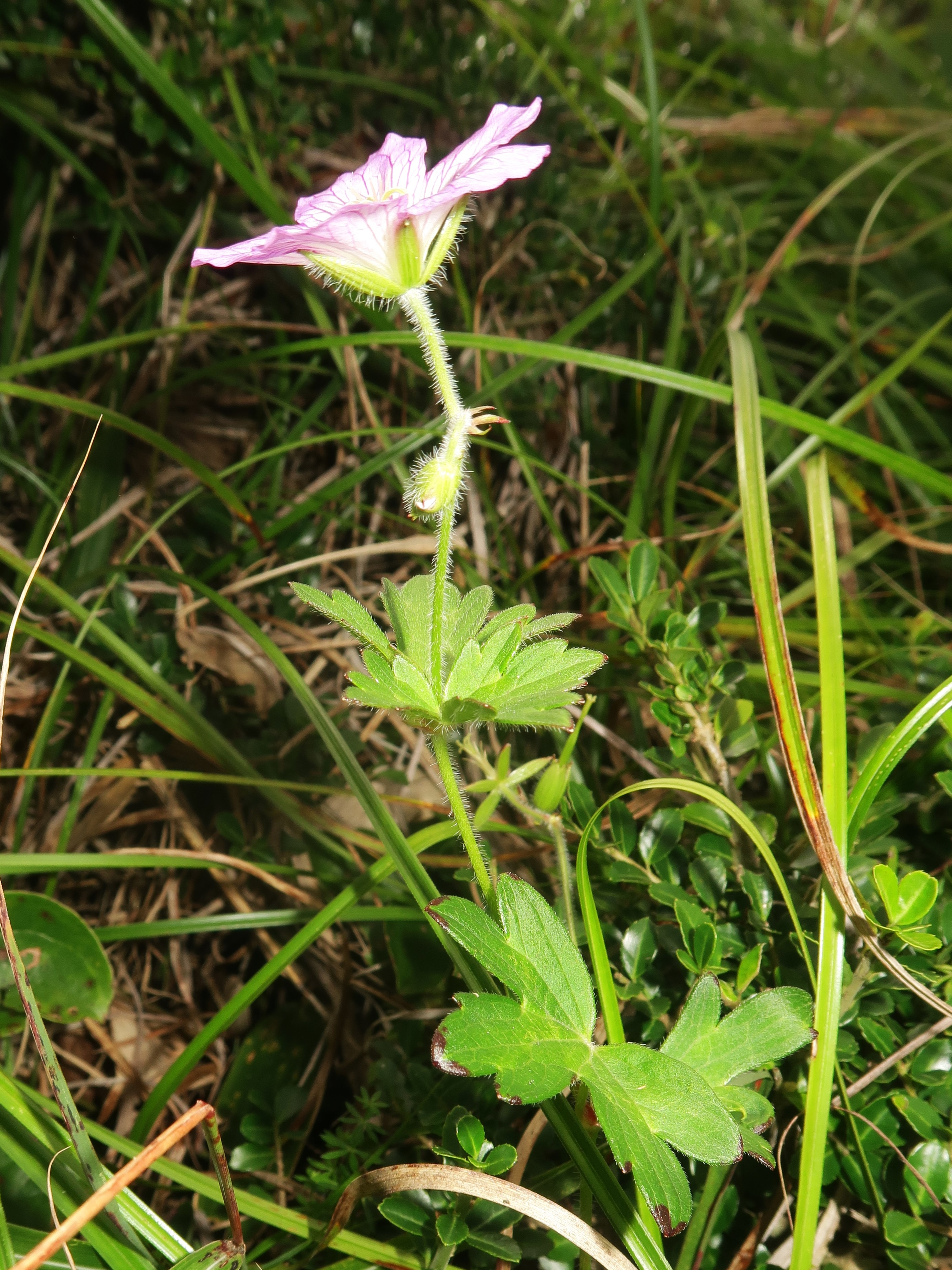
茎、花序柄、花柄に開出毛か下向きの長毛が密生する。
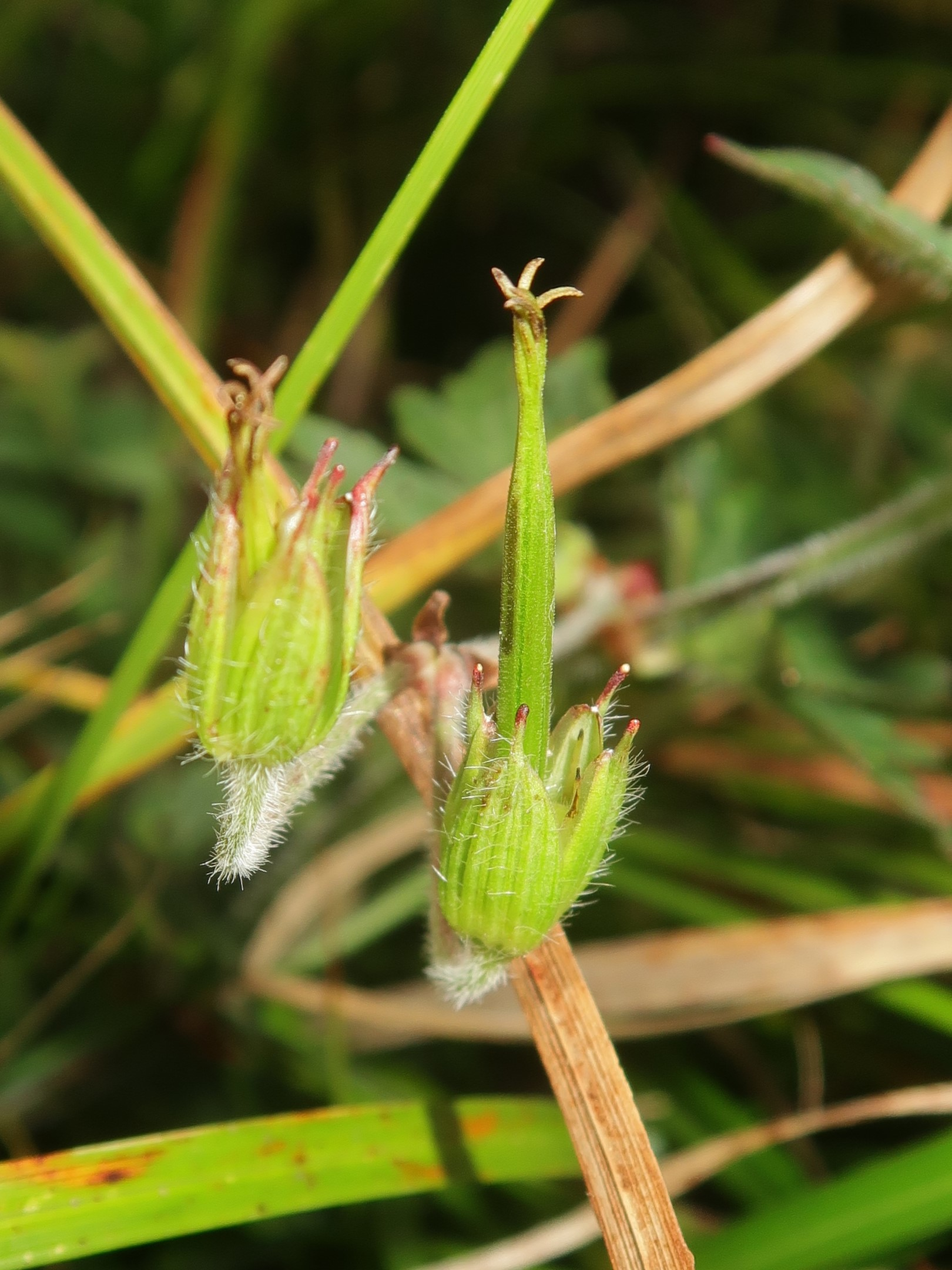
果実は分果で、上向きの細長い嘴には細毛が密生する。萼片に縦に3-5脈があり、先端は芒状にとがり、外面の脈上に開出毛と斜上毛が密に生える。
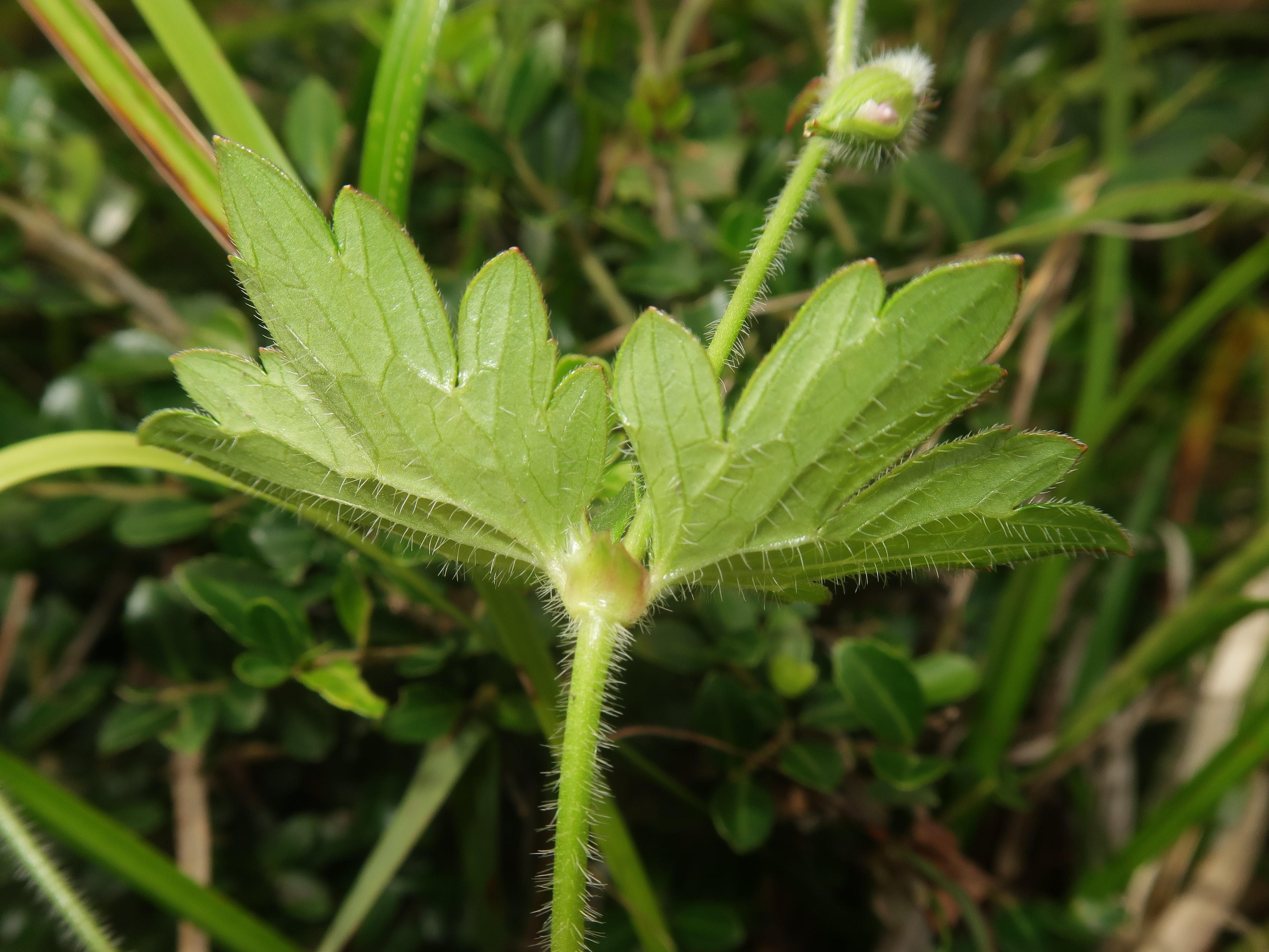
葉の裏面の葉脈上に長毛が生える。
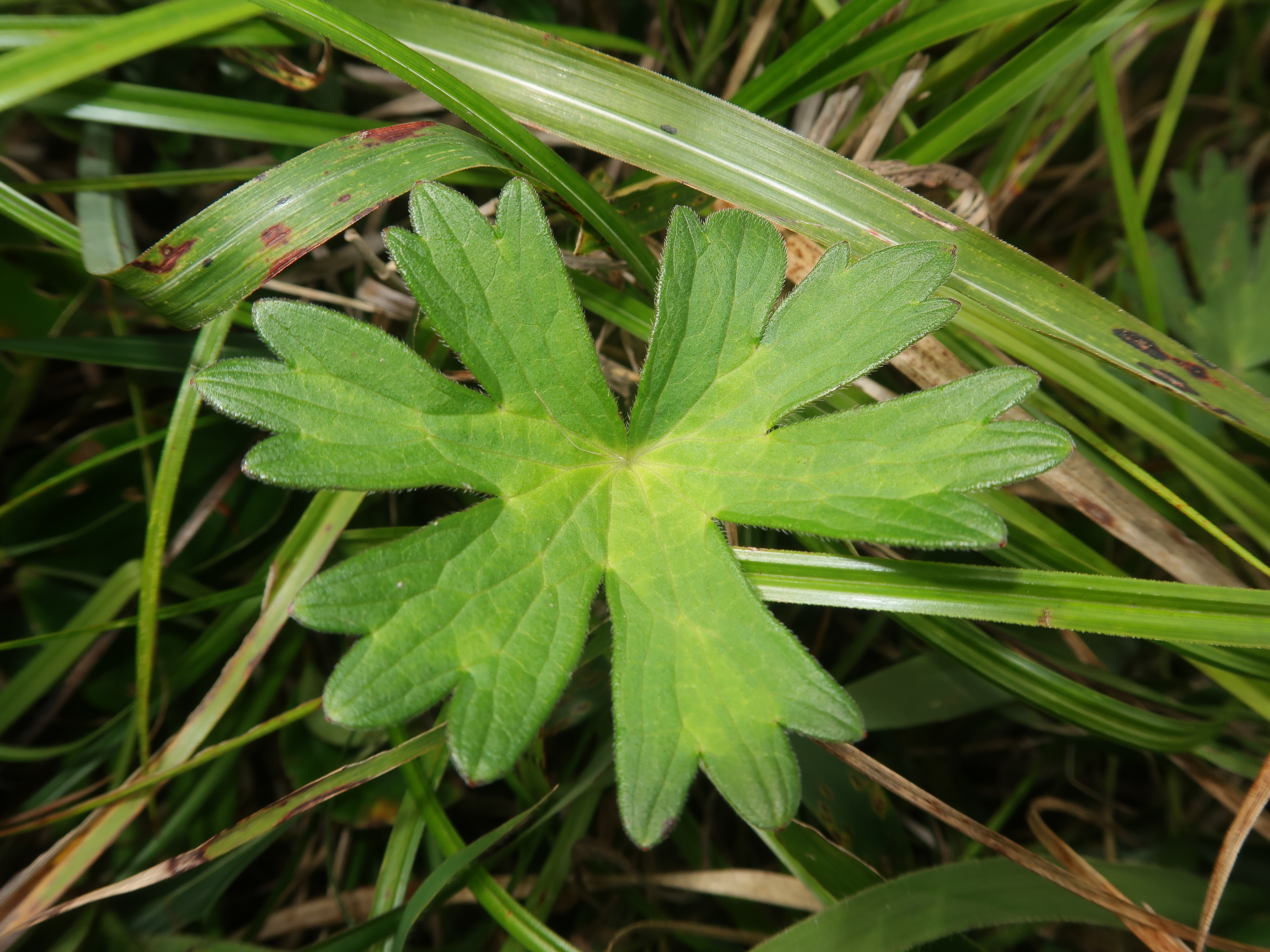
葉身は円形から腎形で、掌状に5-7中-深裂し、裂片は菱状卵形で、縁に不ぞろいな粗い鋸歯があり、先端は鈍形になる。

## 下位分類

### カイフウロ
カイフウロ（甲斐風露）Geranium shikokianum Matsum. var. kaimontanum (Honda) Honda et H.Hara (1936) - はじめ、独立種 Geranium kaimontanum Honda (1930)とされたことがある。イヨフウロの変種で、葉の裂片の先端がとがり、全体に毛が少ないもの。山梨県の三つ峠に分布し、林縁や草地に生育する。染色体数は2n=28。国の絶滅危惧II類(VU)。白花品種をシロバナカイフウロ Geranium shikokianum Matsum. var. kaimontanum (Honda) Honda et H.Hara f. albiflorum Hiyama (1937)といい、八重咲の品種をヤエザキカイフウロ Geranium shikokianum Matsum. var. kaimontanum (Honda) Honda et H.Hara f. plenum Hiyama (1951)という。

### ヤマトフウロ
ヤマトフウロ Geranium shikokianum Matsum. var. yamatense H.Hara (1954) - イヨフウロの変種で、葉が基本種より深く切れ込み、裂片も深く切れ込むもの。奈良県の大峰山に分布する。染色体数は2n=28。

### ヤクシマフウロ
ヤクシマフウロ（屋久島風露）Geranium shikokianum Matsum. var. yoshiianum (Koidz.) H.Hara (1948) - はじめ、独立種 Geranium yoshiianum Koidz. (1917)とされた。イヨフウロの変種で、全体に小型で、茎の高さ15-30cm、葉は幅1-2cmで掌状に分裂し、毛が生える。花茎には開出毛が生え、萼片には軟毛が生える。花の径は2cm程度。鹿児島県の屋久島に分布する。国の絶滅危惧IA類(CR)。

### ヒメイヨフウロ
ヒメイヨフウロ Geranium shikokianum Matsum. var. quelpaertense Nakai (1912) - 韓国の済州島産のもの。基本種のイヨフウロの変種として区別されることがある。別名、タンナフウロ。